# 镇江赛珍珠故居
赛珍珠故居 (镇江)是美国作家赛珍珠（Pearl S. Buck）在中国江苏镇江的故居，位于润州山路6号。

## 历史
赛珍珠在镇江约生活了18年。1887年，赛珍珠的父亲，美南长老会（American Presbyterians (South) ，PS）传教士赛兆祥（Absalom Sydenstricker，1852年—1931年）来到镇江，随后渡江北上前往清江浦开辟美南长老会江北教区（North Kiangsu Mission）。传教活动异常艰辛，卡罗琳在中国共生了四个孩子，有三个都死于当时无法防治的“热病”，于是她被送回美国西弗吉尼亚休养，期间她生下唯一长大的女儿赛珍珠。1892年10月，赛兆祥夫妇带着4个月的女儿回到清江浦。1896年，赛兆祥调往镇江，创办男子学校润州中学校，赛兆祥一家住在山上一幢平房里，赛珍珠就在那里长大成人，学会了汉语和习惯了中国风俗，然后她母亲才教她英语。也是在那里，她在鼓励声中开始写作。此处故居已经拆除。1907年，赛珍珠离开镇江前往上海和美国学习。
1914年，南长老会在登云山顶为赛兆祥新建了东印度建筑风格的二层楼，至今保存完好。同年，赛珍珠在美国获得了学位之后，又回到中国镇江，任教于南长老会开办的润州中学校以及美以美会开办的崇实女中。1917年嫁给在南京金陵大学任教的农业经济学家约翰·洛辛·布克，离开了镇江。
1925年，卡罗琳在镇江逝世，葬于镇江洋人公墓，因此赛兆祥也调任南京，离开镇江。1931年在江西庐山去世。 
2002年10月，镇江赛珍珠旧居被列为江苏省文物保护单位。 （页面存档备份，存于）